# Vostānīyeh-ye Do
Vostānīyeh-ye Do (persiska: وستانیّه دو, Vosţānīyeh) är en ort i Iran.   Den ligger i provinsen Khuzestan, i den västra delen av landet, 600 km söder om huvudstaden Teheran. Vostānīyeh-ye Do ligger 5 meter över havet och antalet invånare är 294.
Terrängen runt Vostānīyeh-ye Do är mycket platt. Runt Vostānīyeh-ye Do är det ganska tätbefolkat, med 54 invånare per kvadratkilometer. Närmaste större samhälle är Yūkhān, 8,1 km sydväst om Vostānīyeh-ye Do. Trakten runt Vostānīyeh-ye Do är ofruktbar med lite eller ingen växtlighet.